# Kanatbek Begaliev
Kanatbek Kubatoviç Begaliev (in kirghiso Канатбек Кубатович Бегалиев?; Talas, 14 febbraio 1984) è un lottatore kirghiso, specializzato nella lotta greco-romana.

## Palmarès

### Olimpiadi
- 1 medaglia:
  - 1 argento (Pechino 2008 nei 66 kg)

### Mondiali
- 1 medaglia:
  - 1 argento (Canton 2006 nei 66 kg)

### Campionati asiatici
- 3 medaglie:
  - 1 oro (Bishkek 2007 nei 66 kg)
  - 1 argento (Jeju 2008 nei 66 kg)
  - 1 bronzo (New Delhi 2003 nei 66 kg)